# タジュラ州
タジュラ州（タジュラしゅう、フランス語: Région de Tadjourah、アラビア語: إقليم تجرة）は、ジブチの州の一つ。ジブチの北部に位置し、州都はタジュラ市である。2024年の人口は約6万人、面積は6,382平方キロメートルである。
他の主要都市としてランダ、ドッラ、Balhaがある。

## 隣接州
タジュラ州の北と北西はエリトリアのデブバウィ・ケイバハリ地方とエチオピアのアファール州、北東はオボック州、南はディキル州とアルタ州に接し、南東はタジュラ湾に面する。

## 地理
州の南西部にはアッサル湖がある。

## 郡

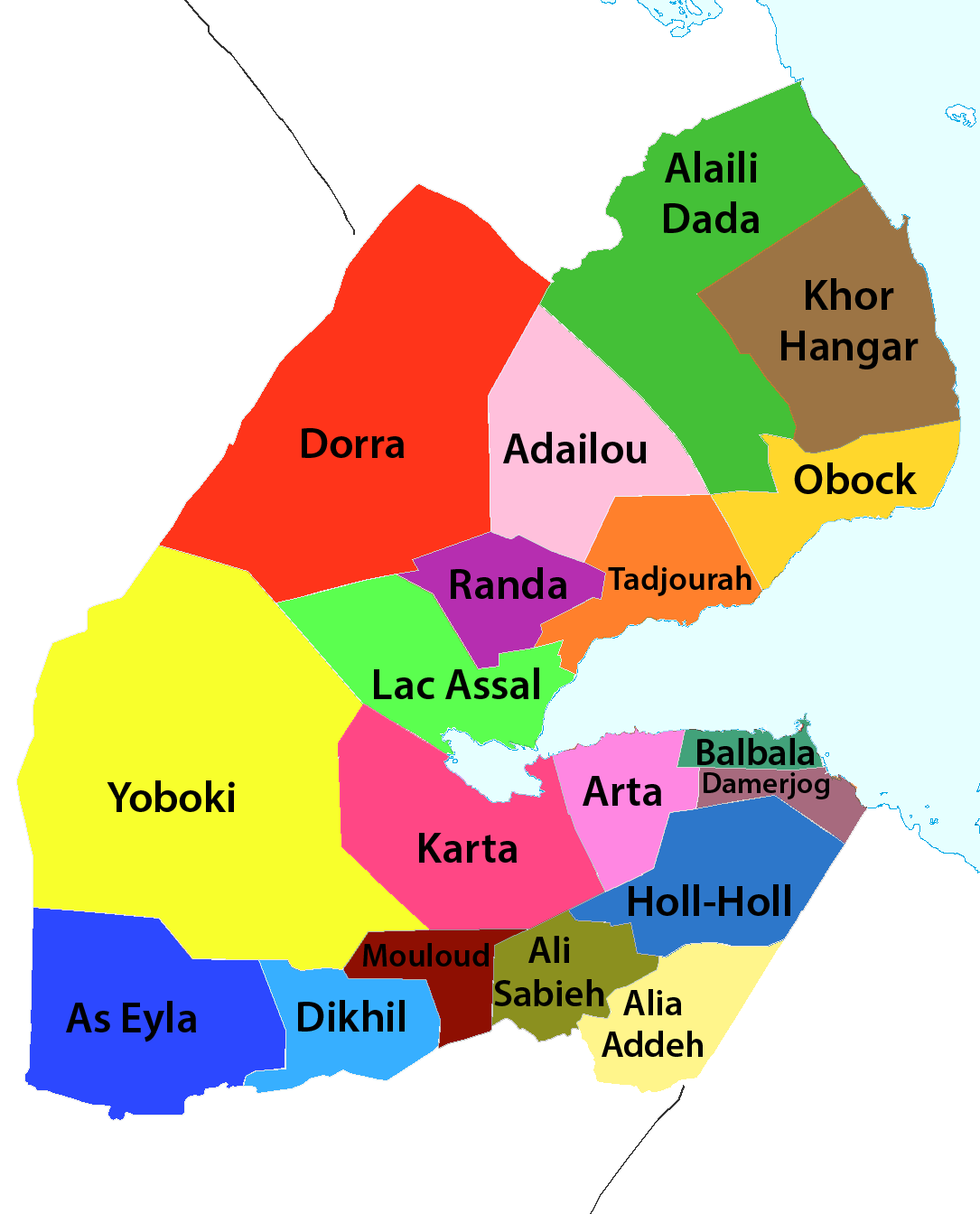
ジブチの郡

5郡が設置されている。
- タジュラ郡（スウェーデン語版）
- Adailou郡
- ドッラ郡（英語版）
- アッサル湖郡（フランス語版）
- ランダ郡（英語版）

## 町
- タジュラ
- Adailou
- ランダ（英語版）
- Airolaf
- ドッラ（英語版）
- Guirrari
- Itki
- ʽAssa Gaila